# Смешанный объём
Смешанный объём — числовая характеристика набора из {\displaystyle n} выпуклых тел в {\displaystyle n}-мерном евклидовом пространстве.
Смешанный объём набора {\displaystyle K_{1},K_{2},\dots ,K_{n}} обычно обозначается
{\displaystyle V(K_{1},K_{2},\dots ,K_{n})}.

## Определение
Пусть {\displaystyle K_{1},K_{2},\dots ,K_{n}} набор из {\displaystyle n} выпуклых тел в {\displaystyle \mathbb {R} ^{n}}
и {\displaystyle \lambda _{1},\lambda _{2},\dots ,\lambda _{n}} положительные вещественные числа.
Обозначим через {\displaystyle v(\lambda _{1},\lambda _{2},\dots ,\lambda _{n})} объём тела
{\displaystyle \lambda _{1}\cdot K_{1}+\lambda _{2}\cdot K_{2}+\dots +\lambda _{n}\cdot K_{n},}
где «{\displaystyle +}» обозначает сумму Минковского и
{\displaystyle \lambda _{i}\cdot K_{i}=\{\,\lambda \cdot x\mid x\in K_{i}\,\}.}
Функция {\displaystyle v(\lambda _{1},\lambda _{2},\dots ,\lambda _{n})} является однородным многочленом степени {\displaystyle n}. Коэффициент этого многочлена при {\displaystyle \lambda _{1}\cdot \lambda _{2}\cdot \dots \cdot \lambda _{n}}
по определению равен {\displaystyle n!\cdot V(K_{1},K_{2},\dots ,K_{n})}.
Заметим, что
{\displaystyle v(\lambda _{1},\lambda _{2},\dots ,\lambda _{n})=\sum _{i_{1},\dots ,i_{n}=1}^{n}V(K_{i_{1}},K_{i_{2}},\dots ,K_{i_{n}})\cdot \lambda _{i_{1}}\cdot \lambda _{i_{2}}\cdot \dots \cdot \lambda _{i_{n}}.}

## Свойства
- Для произвольных неотрицательных чисел {\displaystyle \lambda _{1},\lambda _{2},\dots ,\lambda _{n}},
{\displaystyle V(\lambda _{1}\cdot K_{1},\lambda _{2}\cdot K_{2},\dots ,\lambda _{n}\cdot K_{n})=\lambda _{1}\cdot \lambda _{2}\cdot \dots \cdot \lambda _{n}\cdot V(K_{1},K_{2},\dots ,K_{n})}
- Смешанный объём инвариантен относительно параллельных переносов тел в наборе.
- Смешанный объём монотонен по включению тел.
- Смешанный объём непрерывен относительно метрики Хаусдорфа.
- Смешанный объём неотрицателен.
  - Более того, {\displaystyle V(K_{1},K_{2},\dots ,K_{n})>0} тогда и только тогда, когда в каждом {\displaystyle K_{i}} можно провести по отрезку так, чтобы эти отрезки были линейно независимы.
- Для неотрицательного целого {\displaystyle k\leq n} смешанный объём {\displaystyle n-k} копий выпуклого тела {\displaystyle K} в {\displaystyle \mathbb {R} ^{n}} и {\displaystyle k} копий единичного шара выражается через {\displaystyle k}-тую среднюю поперечную меру {\displaystyle K}. В частности
  - Смешанный объём набора из {\displaystyle n} копий {\displaystyle K} равен обычному объёму {\displaystyle K}.
  - Смешанный объём набора из {\displaystyle n-1} копий {\displaystyle K} и единичного шара равен {\displaystyle {\frac {1}{n}}} площади поверхности {\displaystyle K}.
- Типичное число решений системы полиномиальных уравнений {\displaystyle f_{1}=f_{2}=\dots =f_{n}=0} равно смешанному объёму многогранников Ньютона {\displaystyle f_{i}}.
- неравенство Минковского
{\displaystyle V^{n}(K,L,\dots ,L)\geq V(K)\cdot V^{n-1}(L)}
- неравенство Александрова — Фенхеля
{\displaystyle V(K_{1},K_{2},K_{3},\ldots ,K_{n})\geq {\sqrt {V(K_{1},K_{1},K_{3},\ldots ,K_{n})\cdot V(K_{2},K_{2},K_{3},\ldots ,K_{n})}}.}